# Квічаль парковий
Квіча́ль парковий (Zoothera imbricata) — вид горобцеподібних птахів родини дроздових (Turdidae). Ендемік Шрі-Ланки. Раніше вважався підвидом строкатого квічаля.

## Опис

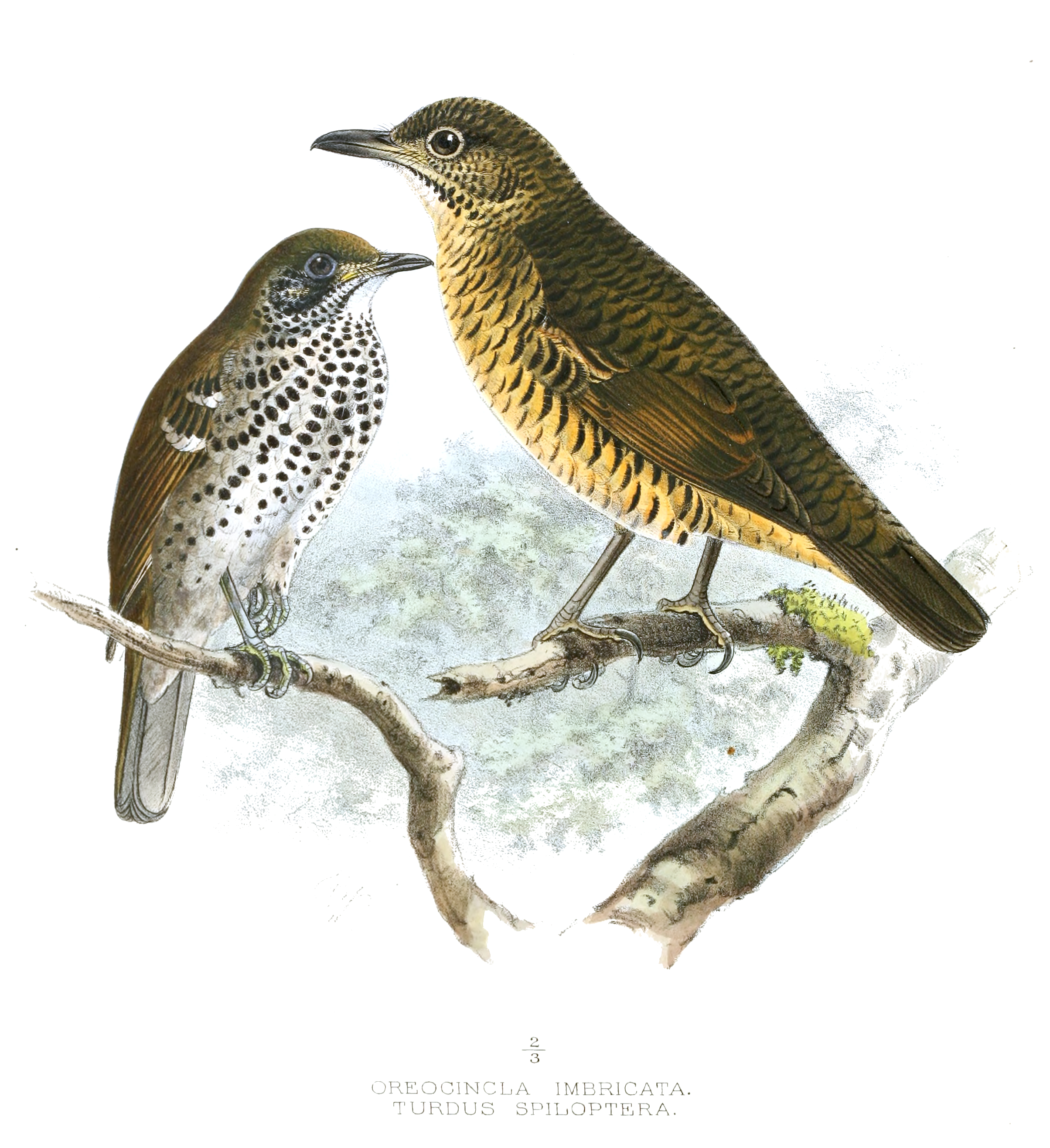
Цейлонський квічаль (зліва) і парковий квічаль (справа)

Довжина птаха становить 23,5 см. Забарвлення пістряве, поцятковане чорними лускоподібними плямками. Верхня частина тіла темна, оливково-коричнева, нижня частина тіла рудувато-охриста. Дзьоб відносно довгий.

## Поширення і екологія
Паркові квічалі мешкають у високогірних районах на південному заході Шрі-Ланки. Вони живуть у вологих гірських і рівнинних тропічних лісах. Зустрічаються на висоті від 400 до 1700 м над рівнем моря. Гніздування відбувається в березні-квітні і серпні-листопаді. Гніздо чашоподібне, зроблене з моху, розміщується на висоті від 4 до 7 м над землею.

## Збереження
МСОП раніше класифікував стан збереження цього виду як близький до загрозливого, однак з 2016 року класифікує паркового квічаля як підвид тайгового квічаля. Парковим квічалям загрожує знищення природного середовища.